# Coupe Spengler 2010
Navigation
Édition précédente Édition suivante
La Coupe Spengler 2010 est la 84e édition de la Coupe Spengler. Elle s'est déroulée du 26 au 31 décembre 2010 à Davos, en Suisse. Cette édition présente un nouveau format de compétition. Six équipes, au lieu de cinq précédemment, sont divisées en deux groupes.

## Résultats

### Phase de groupes
Les six équipes participantes sont d'abord réparties en deux poules de trois, le groupe Torriani et le groupe Cattini. Chacune des équipes rencontre ses deux autres adversaires. La première équipe de chaque groupe est directement qualifiée pour les demi-finales. Les quatre autres équipes disputent des « pré-demi-finales », durant lesquelles le deuxième du groupe Cattini rencontre le troisième du groupe Torriani, et inversement. Le vainqueur de chacune de ces pré-demi-finales est qualifié pour les demi-finales. Les deux équipes victorieuses s'affrontent en finale, le 31 décembre, à midi. :
- Groupe Torriani
  -  Genève-Servette HC
  -  SKA Saint-Pétersbourg
  -  HC Sparta Prague
- Groupe Cattini
  -  HC Davos
  -  HK Spartak Moscou
  -  Équipe Canada

#### Groupe Torriani
| Clt   | Équipe                | PJ | V | VP | D | BP | BC | Pts |
| ----- | --------------------- | -- | - | -- | - | -- | -- | --- |
| +001, | SKA Saint-Pétersbourg | 2  | 2 | 0  | 0 | 7  | 2  | 6   |
| +002, | Genève-Servette HC    | 2  | 0 | 1  | 1 | 5  | 6  | 3   |
| +003, | HC Sparta Prague      | 2  | 0 | 0  | 2 | 4  | 8  | 0   |

- En gras : qualifié directement pour les demi-finales
- En italique : qualifié pour les quarts de finale

| 26 décembre 2010 | Genève-Servette HC | 1-3 (1-1, 0-0, 0-2) | SKA Saint-Pétersbourg | Vaillant Arena 6 432 spectateurs |

| Feuille de match             | Feuille de match                   | Feuille de match              | Feuille de match | Feuille de match         |
| ---------------------------- | ---------------------------------- | ----------------------------- | --- | ------------------------ |
|                              | Bezina (Trachsler, Randegger) - 7e | 0–1 1–1 1-2 1-3               | 4e - Iachine (Souchinski, Mårtensson) 41e - Iachine (Mårtensson, Souchinski) 58e - Mårtensson (Souchinski, Iachine) | Arbitrage : Brent Reiber |
| Tobias Stephan Federico Tamo | Gardiens                           | Maksim Sokolov Jakub Stepanek | | Arbitrage : Brent Reiber |
| 4 X 2 min                    | Pénalités                          | 5 X 2 min                     | | Arbitrage : Brent Reiber |
|                              |                                    |                               | | Arbitrage : Brent Reiber |

| 27 décembre 2010 | HC Sparta Prague | 3-4 (0-0, 2-2, 1-2) | Genève-Servette HC | Vaillant Arena 5 782 spectateurs |

| Feuille de match | Feuille de match                                               | Feuille de match            | Feuille de match                                                                                                 | Feuille de match             |
| ---------------- | -------------------------------------------------------------- | --------------------------- | --- | ---------------------------- |
|                  | Kůrka (Výborný) – 30e Treille (Broš) – 40e Du Bois (Ton) – 42e | 1–0 1–1 1–2 2–2 3–2 3–3 3-4 | 34e – Randegger (Hennessy) 37e – Fritsche (Bezina, Park) 45e – Hennessy (Salmelainen) 47e - Savary (Salmelainen) | Arbitrage : Vladimir Baluska |
|                  |                                                                |                             | | Arbitrage : Vladimir Baluska |
| 4 X 2 min        | Pénalités                                                      | 4 X 2 min                   | | Arbitrage : Vladimir Baluska |
|                  |                                                                |                             | | Arbitrage : Vladimir Baluska |

| 28 décembre 2010 | SKA Saint-Pétersbourg | 4-1 (2–1, 1–0, 1–0) | HC Sparta Prague | Vaillant Arena 6 148 spectateurs |

| Feuille de match | Feuille de match                                                                            | Feuille de match    | Feuille de match       | Feuille de match          |
| ---------------- | ------------------------------------------------------------------------------------------- | ------------------- | ---------------------- | ------------------------- |
|                  | Mårtensson (Iachine) – 18e Rybine – 18e Klimenko (Semionov) – 31e Weinhandl (Iachine) - 54e | 0–1 1–1 2–1 3–1 4-1 | 14e – Kafka (Bartánus) | Arbitrage : Danny Kurmann |
| Jakub Stepanek   | Gardiens                                                                                    | Bäumle              |                        | Arbitrage : Danny Kurmann |
| 10 X 2 min       | Pénalités                                                                                   | 5 X 2 min           |                        | Arbitrage : Danny Kurmann |
|                  |                                                                                             |                     |                        | Arbitrage : Danny Kurmann |

#### Groupe Cattini
| Clt   | Équipe            | PJ | V | VP | D | BP | BC | Pts |
| ----- | ----------------- | -- | - | -- | - | -- | -- | --- |
| +001, | HC Davos          | 2  | 2 | 0  | 0 | 7  | 4  | 6   |
| +002, | Équipe Canada     | 2  | 0 | 1  | 1 | 8  | 4  | 3   |
| +003, | HK Spartak Moscou | 2  | 0 | 0  | 2 | 3  | 10 | 0   |

- En gras : qualifié directement pour les demi-finales
- En italique : qualifié pour les quarts de finale

| 26 décembre 2010 | HC Davos | 4-2 (2-0, 0-2, 2-0) | HK Spartak Moscou | Vaillant Arena 6 432 spectateurs |

| Feuille de match           | Feuille de match | Feuille de match              | Feuille de match                                            | Feuille de match            |
| -------------------------- | --- | ----------------------------- | ----------------------------------------------------------- | --------------------------- |
|                            | von Arx (Guggisberg, Tatíček) – 6e von Arx (Tatíček) – 11e Sýkora (Forster, von Arx) – 48e Tatíček (Guggisberg, von Arx) – 54e | 1–0 2–0 2-1 2-2 3-2 4-2       | 27e - Ružička (Jeldakov) 32e - Kniazev (Riazanov, Lapenkov) | Arbitrage : Ghislain Hébert |
| Leonardo Genoni Reto Berra | Gardiens | Alekseï Iakhine Dominik Hašek |                                                             | Arbitrage : Ghislain Hébert |
| 6 X 2 min                  | Pénalités | 8 X 2 min                     |                                                             | Arbitrage : Ghislain Hébert |
|                            | |                               |                                                             | Arbitrage : Ghislain Hébert |

| 27 décembre 2010 | Équipe Canada | 6-1 (0-0, 3-0, 3-1) | HK Spartak Moscou | Vaillant Arena 6 432 spectateurs |

| Feuille de match        | Feuille de match | Feuille de match            | Feuille de match              | Feuille de match         |
| ----------------------- | --- | --------------------------- | ----------------------------- | ------------------------ |
|                         | Kariya (Murphy, Kwiatkowski) – 22e Lehoux (Metropolit) – 34e DuPont (Roche) – 35e Landry (Kwiatkowski, Brooks) – 47e Holden (Aubin) – 56e Metropolit (DuPont, McLean) - 57e | 1-0 2-0 3–0 4-0 5-0 5-1 6-1 | 56e - Iounkov (Lioudoutchine) | Arbitrage : Brent Reiber |
| Jeff Drouin-Deslauriers | Gardiens | Dominik Hašek               |                               | Arbitrage : Brent Reiber |
| 10 X 2 min              | Pénalités | 9 X 2 min                   |                               | Arbitrage : Brent Reiber |
|                         | |                             |                               | Arbitrage : Brent Reiber |

| 28 décembre 2010 | HC Davos | 3-2 (1-0, 2-2, 0-0) | Équipe Canada | Vaillant Arena 6 432 spectateurs |

| Feuille de match | Feuille de match                                                              | Feuille de match    | Feuille de match                                  | Feuille de match              |
| ---------------- | ----------------------------------------------------------------------------- | ------------------- | ------------------------------------------------- | ----------------------------- |
|                  | Rizzi (Wieser, von Arx) – 2e Tatíček (Guggisberg) – 24e Bednář (Sýkora) – 31e | 1–0 1–1 2–1 3–1 3–2 | 22e – Lehoux (McLean) 35e – Travis Roche (Lehoux) | Arbitrage : Stéphane Rochette |
|                  |                                                                               |                     |                                                   | Arbitrage : Stéphane Rochette |
| 6 X 2 min        | Pénalités                                                                     | 8 X 2 min           |                                                   | Arbitrage : Stéphane Rochette |
|                  |                                                                               |                     |                                                   | Arbitrage : Stéphane Rochette |

### Séries éliminatoires
|  | Quarts de finale      | Quarts de finale |                    |   | Demi-finales          | Demi-finales |  |  | Finale | Finale |
|  | Quarts de finale      | Quarts de finale |                    |   | Demi-finales          | Demi-finales |  |  | Finale | Finale |
|  |                       |                  |                    |   |                       |              |  |  |        |        |
|  |                       |                  |                    |   |                       |              |  |  |        |        |
|  |                       |                  |                    |   |                       |              |  |  |        |        |
|  | SKA Saint-Pétersbourg | 4                |                    |   |                       |              |  |  |        |        |
|  | SKA Saint-Pétersbourg | 4                | Genève-Servette HC | 2 |                       |              |  |  |        |        |
|  | Genève-Servette HC    | 3                | Genève-Servette HC | 2 |                       |              |  |  |        |        |
|  | Genève-Servette HC    | 3                | HK Spartak Moscou  | 0 |                       |              |  |  |        |        |
|  |                       |                  | HK Spartak Moscou  | 0 | SKA Saint-Pétersbourg | 4            |  |  |        |        |
|  |                       |                  |                    |   | SKA Saint-Pétersbourg | 4            |  |  |        |        |
|  |                       | Équipe Canada    | 3                  |   |                       |              |  |  |        |        |
|  | Équipe Canada         | Équipe Canada    | 3                  | 4 |                       |              |  |  |        |        |
|  | Équipe Canada         | Équipe Canada    | 4                  | 4 |                       |              |  |  |        |        |
|  | HC Sparta Prague      | Équipe Canada    | 4                  | 3 |                       |              |  |  |        |        |
|  | HC Sparta Prague      | HC Davos         | 0                  | 3 |                       |              |  |  |        |        |
|  |                       | HC Davos         | 0                  |   |                       |              |  |  |        |        |

#### Quarts de finale
| 29 décembre 2010 | Genève-Servette HC | 2-0 (2-0, 0-0, 0-0) | HK Spartak Moscou | Vaillant Arena 5 355 spectateurs |

| Feuille de match | Feuille de match                                 | Feuille de match     | Feuille de match | Feuille de match            |
| ---------------- | ------------------------------------------------ | -------------------- | ---------------- | --------------------------- |
|                  | Fritsche (Toms, Park) – 11e Park (Pothier) – 18e | 1–0 2–0              |                  | Arbitrage : Ghislain Hébert |
| Stephan          | Gardiens                                         | Hasek                |                  | Arbitrage : Ghislain Hébert |
| 7 X 2 min        | Pénalités                                        | 6 X 2 min 1 X 25 min |                  | Arbitrage : Ghislain Hébert |
|                  |                                                  |                      |                  | Arbitrage : Ghislain Hébert |

| 29 décembre 2010 | Équipe Canada | 4-3 (1–0, 2–3, 0–0, 1–0) | HC Sparta Prague | Vaillant Arena |

| Feuille de match | Feuille de match | Feuille de match            | Feuille de match                                                                                 | Feuille de match |
| ---------------- | --- | --------------------------- | ------------------------------------------------------------------------------------------------ | ---------------- |
|                  | Vigier (Metropolit, Murphy) – 11e Pittis (Bell, DuPont) – 22e Bell (Metropolit, McLean) – 32e DuPont (Murphy) – 64e | 1–0 2–0 2–1 3–1 3–2 3–3 4–3 | 28e – Peter (Smoleňák, Kůrka) 34e – Peter (Smoleňák, Macholda) 37e – Výborný (Hanzlík, Macholda) |                  |
| Deslauriers      | Gardiens | Pöpperle                    |                                                                                                  |                  |
| 4 X 2 min        | Pénalités | 5 X 2 min                   |                                                                                                  |                  |
|                  | |                             |                                                                                                  |                  |

#### Demi-finales
| 30 décembre 2010 | SKA Saint-Pétersbourg | 4-3 (pr) (0-3, 3-0, 0-0, 1-0) | Genève-Servette HC | Vaillant Arena 6 015 spectateurs |

| Feuille de match | Feuille de match                                                 | Feuille de match            | Feuille de match                                            | Feuille de match         |
| ---------------- | ---------------------------------------------------------------- | --------------------------- | ----------------------------------------------------------- | ------------------------ |
|                  | Fransson - 24e Denissov (Bout) - 26e Mårtensson - 36e Bout - 62e | 0-1 0-2 0-3 1-3 2-3 3-3 4-3 | 11e - Park (Bezina) 14e - Toms (Park) 18e - Déruns (Savary) | Arbitrage : Brent Reiber |
| Sokolov Stepanek | Gardiens                                                         | Stephan                     |                                                             | Arbitrage : Brent Reiber |
| 6 X 2 min        | Pénalités                                                        | 4 X 2 min                   |                                                             | Arbitrage : Brent Reiber |
|                  |                                                                  |                             |                                                             | Arbitrage : Brent Reiber |

| 30 décembre 2010 | HC Davos | 0-4 (0–1, 0–2, 0–1) | Équipe Canada | Vaillant Arena 6 432 spectateurs |

| Feuille de match | Feuille de match | Feuille de match | Feuille de match                                                                                         | Feuille de match          |
| ---------------- | ---------------- | ---------------- | --- | ------------------------- |
|                  |                  | 0–1 0–2 0–3 0–4  | 15e – Josh Holden (Down) 37e – Bell (Metropolit, Pittis) 38e – Vigier 50e – Pelletier (Vigier, Westcott) | Arbitrage : Danny Kurmann |
| Genoni           | Gardiens         | Deslauriers      | | Arbitrage : Danny Kurmann |
| 5 X 2 min        | Pénalités        | 5 X 2 min        | | Arbitrage : Danny Kurmann |
|                  |                  |                  | | Arbitrage : Danny Kurmann |

#### Finale
| 31 décembre 2010 | SKA Saint-Pétersbourg | 4-3 (1-0, 2-1, 1-2) | Équipe Canada | Vaillant Arena 6 432 spectateurs |

| Feuille de match | Feuille de match | Feuille de match            | Feuille de match                                                               | Feuille de match             |
| ---------------- | --- | --------------------------- | ------------------------------------------------------------------------------ | ---------------------------- |
|                  | Souchinski (Mårtensson) – 11e Iachine (Souchinski, Weinhandl) – 31e Afinoguenov (Artioukhine, Fransson) – 35e Souchinski – 59e | 1–0 1–1 2–1 3–1 3–2 4–2 4–3 | 27e – DuPont (Pittis) 59e – McLean (Iggulden, Bell) 60e – Josh Holden (McLean) | Arbitrage : Vladimir Baluska |
| Štěpánek         | Gardiens | Deslauriers                 |                                                                                | Arbitrage : Vladimir Baluska |
| 6 X 2 min        | Pénalités | 6 X 2 min                   |                                                                                | Arbitrage : Vladimir Baluska |
|                  | |                             |                                                                                | Arbitrage : Vladimir Baluska |

### Honneurs individuels

#### Meilleurs joueurs
- Meilleur pointeur : Maksim Souchinski (SKA Saint-Pétersbourg) : 7 points.
- Meilleurs buteurs : Alekseï Iachine (SKA Saint-Pétersbourg), Tony Mårtensson (Saint-Pétersbourg), DuPont (Équipe du Canada), Josh Holden (Équipe du Canada) : 3 buts.
- Meilleur passeur : Maksim Souchinski (SKA Saint-Pétersbourg) : 5 assistances.

#### Équipe type des médias
L'équipe type de la compétition représente les meilleurs joueurs à chaque poste selon les journalistes
| Position   | Joueur                  | Équipe                      |
| ---------- | ----------------------- | --------------------------- |
| Gardien    | Jeff Drouin-Deslauriers | Équipe du Canada            |
| Défenseurs | Travis Roche            | Équipe du Canada            |
| Défenseurs | Goran Bezina            | Genève-Servette Hockey Club |
| Attaquants | Dan Fritsche            | Genève-Servette Hockey Club |
| Attaquants | Reto von Arx            | Hockey Club Davos           |
| Attaquants | Alekseï Iachine         | SKA Saint-Pétersbourg       |